# Anna Wiener-Pappenheim
Anna Agnes Dorothea Wiener-Pappenheim (* 2. Januar 1868 in Berlin; † 14. Juni 1946 in Bad Pyrmont) war eine deutsche Kindergärtnerin und Fröbelpädagogin.

## Leben und Wirken
Anna Agnes Dorothea war das zweite Kind des bekannten Fröbelpädagogen und Altphilologen Eugen Pappenheim. Ihre Schwester Gertrud Pappenheim sowie ihr Bruder Karl Pappenheim und die zweite Frau ihres Vaters, Anna Pappenheim (geb. Schneider), waren ebenso wie sie der Fröbelpädagogik und der Kindergartenbewegung verbunden.
Nach dem Besuch der Höheren Töchterschule besuchte Anna Pappenheim das Kindergärtnerinnenseminar des Berliner Fröbelvereins, das seit 1892 von ihrem Vater geleitet wurde. Danach arbeitete sie in einem Kindergarten und übernahm 1901, nach dem Tod ihres Vaters, die Leitung ihrer einstigen Ausbildungsstätte, die sie bis zur Schließung des Seminars 1913 innehatte. Im Alter von 36 Jahren heiratete sie den Bankier Hugo Hans Wiener. Die Ehe blieb kinderlos.
Anna Wiener-Pappenheim vertrat seinerzeit die neue Methode der Concentration des Bildungsstoffes, die über einen Zeitraum von bis zu vier/fünf Wochen einen bestimmten Bildungsstoff in den Mittelpunkt des Kindergartengeschehens stellte. Dabei führte der Einbezug hauswirtschaftlich-pflegerischer Beschäftigungen in Verbindung mit gärtnerischen Tätigkeiten und der Pflege von Haustieren zur Konkretisierung dieser konzeptionellen Neuerung.
Die Kindergärtnerin engagierte sich im Deutschen Fröbel-Verein, gründete 1912 die Berufsorganisation der Kindergärtnerinnen, Hortnerinnen und Jugendleiterinnen und war Mitbegründerin der Arbeitsgemeinschaft Fröbelscher Kinderpflegerinnen, die 1926 ins Leben gerufen wurde. Doch ihr besonderes Interesse galt dem Berliner Fröbel-Verein in Berlin-Niederschönhausen, der 1942 zwangsaufgelöst wurde, da überwiegend jüdische Persönlichkeiten im Vorstand waren. An der Kinderpflegerinnenschule des Vereins unterrichtete Anna Wiener-Pappenheim die Schülerinnen in der Fröbelpädagogik.
Nach der Machtergreifung der Nationalsozialisten musste Anna Wiener-Pappenheim, wegen ihrer jüdischen Verwandtschaft, ihre Aktivitäten für den Kindergarten und die Fröbelpädagogik immer mehr einstellen. Von Freunden geschützt, konnte sie die Zeit des Nationalsozialismus überleben.
Ein Teil ihres Nachlasses befindet sich im Ida-Seele-Archiv.

## Werke (Auswahl)
- Die Fröbelsache in Görlitz, in: Kindergarten 1886, S. 150–151
- Das Modellieren in Kindergarten und Schule, in: Kindergarten 1898, S. 3–8, S. 19–21
- Die Concentration des Bildungsstoffes in den Kindergärten des Berliner Fröbelvereins, in: Kindergarten 1899, S. 91–95
- Ein Wort zur Pflanzenpflege, in: Kindergarten 1899, S. 133–135
- Die Bedeutung des Kindergartens für die sittliche Erziehung, in: Kindergarten, S. 230–231
- Der Deutsche Kindergarten, Berlin 1912
- Fröbels Idee der Mütterbildung in ihrer geschichtlichen Entwicklung, Leipzig 1927